# Austria en la época del nacionalsocialismo

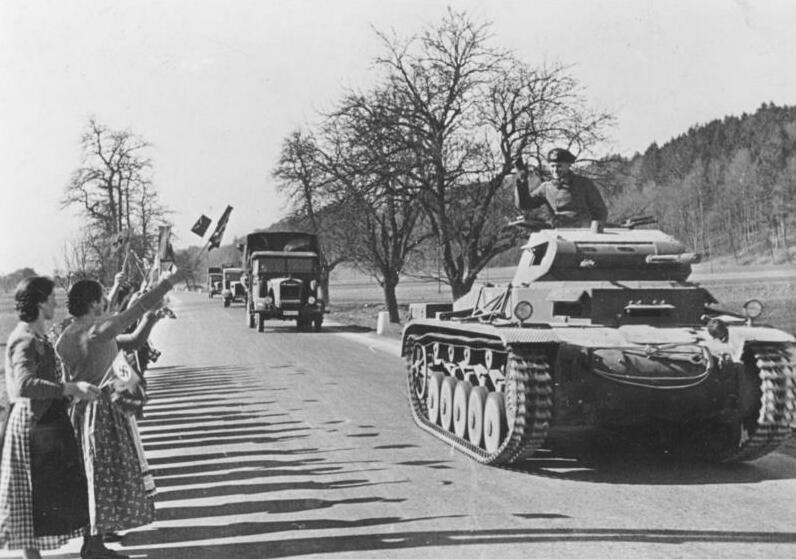
Tropas alemanas entrando en Austria, marzo de 1938.

Austria durante la época del nazismo abarca el período de la historia de Austria desde el 13 de marzo de 1938, cuando Austria fue anexionada por la Alemania nazi, hasta el final de la Segunda Guerra Mundial en la primavera de 1945.

## Antecedentes

Territorio de Austria como resultado de la Primera Guerra Mundial, incluido Sudetenland.

En 1918, después del final de la Primera Guerra Mundial, la desintegración del imperio multiétnico de Austria-Hungría y la abolición de la monarquía habsburgo, existían tres grupos políticos importantes compitiendo el uno con el otro en la joven república de Austria Alemana: los socialdemócratas del SDAP, los demócratas cristianos del CS y los nacionalistas alemanes (Partido Popular de la Gran Alemania o GVP). Los partidos más pequeños, como el comunista (KPÖ) y el nacionalsocialista (DNSAP), no estuvieron representados ni en el Consejo Imperial (Reichsrat) ni en el Consejo Nacional de Austria.
El SDAP, el GVP y el DNSAP votaron a favor, aunque por razones diferentes, de una unión de Austria Alemana con el Estado alemán, que también era una república por entonces: la República de Weimar. En un principio, los demócratas cristianos tendieron a apoyar esta unión, aunque difirieron en otro tema: estaban divididos con respecto a la continuación de la monarquía en lugar de una república. Solo el KPÖ se pronunció en contra de la unión en el curso de los años 1920 y 1930. Por su parte, los monárquicos estuvieron en contra de ella, aunque la apoyaron más tarde, después de que la República Soviética de Baviera fracasara y de que Alemania tuviera un gobierno conservador.
Con la decisión de la Asamblea Nacional Provisional de Austria Alemana del 12 de noviembre de 1918 de proclamar la República y de la firma del tratado de Saint-Germain-en-Laye por el primer canciller de la República Karl Renner (del SDAP), tanto la monarquía como la unión con el Imperio alemán resultaron obsoletas. Bajo el nuevo nombre de República de Austria, el país se estableció como un Estado independiente en el derecho internacional.

### Primera República
La vida y la política de los años siguientes estuvieron marcados por graves dificultades económicas (pérdida de las zonas industriales y de los recursos naturales con la reciente independencia de Checoslovaquia y la hiperinflación) y una continua escalada de los conflictos entre los diferentes grupos políticos. De 1918 a 1920, el jefe del Gobierno fue socialdemócrata; luego, gobernaron los demócratas cristianos en coalición con los nacionalistas alemanes.
El 31 de mayo de 1922, el prelado Ignaz Seipel se convirtió en el canciller de Austria. Su gobierno socialcristiano (CS) logró mejorar la situación económica con la ayuda financiera de la Sociedad de Naciones (por medio del Protocolo de Ginebra y de una reforma monetaria). En lo ideológico, Seipel era anticomunista e hizo todo lo posible para reducir la influencia de los socialdemócratas; ambos bandos consideraron esto como un conflicto entre dos clases sociales.
A nivel federal, gobernaba una coalición de centro; además, los demócratas cristianos se vincularon mucho con personas de la Iglesia católica. El SDAP se desarrolló en los años 1920 sobre todo en Viena, donde Karl Seitz ganó las elecciones municipales y gobernó con una mayoría de dos tercios, y en menor medida en las regiones industriales de Estiria y Alta Austria. El partido socialdemócrata implantó un modelo alternativo, que incluyó la construcción de viviendas sociales conocidas en el mundo como la «Viena roja».
Desde un comienzo, la Primera República se caracterizó por un fuerte compromiso con el débil monopolio de la violencia del Estado. El Ejército fue limitado a 30.000 hombres por disposición de los Aliados de la Primera Guerra Mundial y las fuerzas policiales quedaron mal equipadas. En 1918, se formaron las primeras "defensas locales" (Heimatwehren). En 1920, en Tirol, bajo la dirección de Richard Steidle (del CS) y, con la ayuda de la organización bávara Escherich (por ejemplo, el Reichswehr Negro), se fundaron las primeras Heimwehr. Pronto le siguieron otros estados federados. 
En 1923, miembros de la organización monarquista "Ostara" asesinaron a balazos a un obrero, lo que provocó que los socialdemócratas fundaran su organización protectora Republikanischer Schutzbund. Otros grupos paramilitares fueron formados por exsoldados y miembros de la Iglesia católica. Los “Vaterländische Schutzbund” (Protectores de la tierra patria) eran nacionalsocialistas, aunque sus esvásticas no fueron tomadas en serio en un principio. Más tarde, iniciaron las SA austríacas.
El Partido Obrero Alemán había sido fundado el 14 de noviembre de 1903 en Ústí nad Labem, Bohemia, entonces parte del Imperio austrohúngaro. El partido era nacionalista alemán y anticlerical, pero al inicio no era antisemita. Ante todo, representaba a los austríacos alemanes en la "lucha étnica" del imperio multinacional. En 1909, el abogado Walter Riehl se unió al Partido y, en 1918, se convirtió en su líder. 
Poco después, en mayo de 1918, el nombre de la agrupación fue cambiado a Partido Nacionalsocialista Alemán de los Trabajadores (Deutsche Nationalsozialistische Arbeiterpartei o DNSAP). Tras la caída de la monarquía, el partido se separó en un partido checoslovaco bajo la dirección de Hans Knirsh y en un partido alemán-austríaco bajo el liderazgo de Riehl. Desde 1920, el partido austríaco DNSAP cooperó en forma estrecha con el Partido Obrero Alemán, fundado en Múnich en 1919, el cual fue liderado por Adolf Hitler a partir de 1921. En 1923, el DNSAP contaba con 23.000 miembros y era un factor marginal en la política de Austria. 
Después de que Hitler se convirtiera en líder de los nacionalsocialistas alemanes, se originó un enfrentamiento al interior del DNSAP sobre si el partido debía seguir el curso democrático parlamentario abogado por Riehl o seguir el curso revolucionario extra-parlamentario que Hitler proponía. La decisión fue tomada en un congreso del partido realizado en Salzburgo en agosto de 1923, donde se optó por seguir el camino abierto por Hitler. Debido a ello, en 1924, Riehl abandonó todas sus funciones y fundó el irrelevante Club Social Alemán, lo que significó su exclusión del DNSAP. No obstante, las disputas al interior del partido continuaron con el sucesor de Riehl, Charles Schulz.

## Memoria
La dificultad de la memoria se muestra en el Burgenland con los romaníes. En 1984 un monumento del “Zigeuner-Anhaltelager” fue construido en Lackenbach. Pero en Kemeten no querían ningún monumento aunque antes de la guerra vivieron 200 romaníes allá que fueron deportados y solo 5 regresaron.
En el verano del 2004 se suscitó un conflicto sobre cómo celebrar el sexagésimo año de que Robert Bernardis fuera ejecutado el 8 de agosto de 1944 por los nazis porque era uno de los hombres que querían matar a Hitler en el atentado del  20 de julio de 1944. Políticos de la oposición (SPÖ,  Die Grünen) y algunos celebridades propusieron renombrar un cuartel en “Robert Bernardis-Kaserne” pero los partidos gobernantes ÖVP y FPÖ lo rechazaron. El ministro de Defensa Günther Platter (ÖVP) decidió construir un monumento en el patio de Towarek-Kaserne (cuartel Towarek) en Enns. La política Terezija Stoisits (Die Grünen) apuntó que el 8 de mayo de 2004 un cuartel en Alemania fue nombrado según Anton Schmid (sargento austriaco). Schmid fue condenado a muerte por el consejo de guerra de la Wehrmacht y entonces fue matado el 13 de abril de 1942 porque salvó muchos Judíos del Gueto de Vilna.
En los años después de la guerra muchos monumentos fueron construidos para recordar a los soldados muertos que peleaban en la Segunda Guerra Mundial. Mucho más tarde comenzaron a construir monumentos y museos para los víctimas de los nazis.
Desde 1992 también se puede realizar el Zivildienst en el Servicio Austriaco de la Memoria. Unos 15 personas trabajan en el archivo del campo de concentración de Mauthausen y también en el campo como guía. El 1 de septiembre de 1992 el primer austriaco comenzó a prestar el Servicio Austriaco de la Memoria en el museo Auschwitz-Birkenau. Andreas Maislinger asumió la idea de Aktion Sühnezeichen. Por año unas 30 personas trabajan en monumentos en Europa, Israel, Estados Unidos, Latinoamérica y China con el Servicio Austriaco de la Memoria.
El monumento más grande en Austria es el campo de concentración de Mauthausen-Gusen. El Zeitgeschichte Museum Ebensee recuerda a los víctimas del campo de concentración de Ebensee.

### Historia
- Butterweck, Hellmut (2003). Verurteilt und begnadigt. Österreich und seine NS-Straftäter (en alemán). Viena: Czernin. ISBN 3-7076-0126-9.
- Centro de documentación de la Resistencia austríaca; Ministerio de Educación, Ciencia y Cultura de Austria, eds. (1989). Österreicher und der Zweite Weltkrieg (en alemán). Viena: Österreichischer Bundesverlag. ISBN 3-215-07350-1.
- Dirección general del Archivo estatal austríaco, ed. (2010). Österreichs Archive unter dem Hakenkreuz. Mitteilungen des Österreichischen Staatsarchivs (en alemán) 54. Viena. ISBN 3-7065-4941-7.
- Ganglmair, Siegwald; Achs, Oskar, eds. (1998). Wien 1938 (en alemán). Viena: Jugend & Volk. ISBN 3-215-07022-7.
- Glaubauf, Karl (1993). Die Volkswehr 1918–1920 und die Gründung der Republik (en alemán). Viena. ISBN 3-901208-08-9.
- Glaubauf, Karl (1994). Robert Bernardis - Österreichs Stauffenberg (en alemán). Statzendorf.
- Glaubauf, Karl; Lahousen-Vivremont, Stefanie. Generalmajor Erwin Lahousen, Edler von Vivremont: ein Linzer Abwehroffizier im militärischen Widerstand (en alemán). Münster: Lit Verlag. ISBN 3-8258-7259-9.
- Götz, Judith; Emanuely, Alexander, eds. (2011). März. Literatur und Gedächtnis - März 1938. Ein Lesebuch (en alemán). Viena: Theodor Kramer Gesellschaft. ISBN 9783901602443.
- Jabloner, Clemens; et al. (2003). Schlussbericht der Historikerkommission der Republik Österreich. Vermögensentzug während der NS-Zeit sowie Rückstellungen und Entschädigungen seit 1945 in Österreich (en alemán). Múnich: Oldenbourg. ISBN 978-3-486-56744-1.
- Pape, Matthias (2000). Ungleiche Brüder - Österreich und Deutschland 1945–1965 (en alemán). Viena: Böhlau. ISBN 3-412-07200-1.
- Pawlowsky, Verena; Wendelin, Harald, eds. (2005). Arisierte Wirtschaft (Raub und Rückgabe - Österreich von 1938 bis heute) (en alemán). Viena: Mandelbaum. ISBN 3-85476-161-9.
- Pelinka, Anton; Weinzierl, Erika, eds. (1997). Das große Tabu. Österreichs Umgang mit seiner Vergangenheit (en alemán). Viena: Österreichische Staatsdruckerei. ISBN 3-7046-1094-1.
- Schafranek, Hans (2006). Sommerfest mit Preisschießen: Die unbekannte Geschichte des NS-Putsches im Juli 1934 (en alemán). Viena: Czernin. ISBN 3-7076-0081-5.
- Scheuch, Manfred (2000). Österreich im 20. Jahrhundert (en alemán). Viena: Christian Brandstätter. ISBN 3-85498-029-9. Consultado el 8 de abril de 2012.
- Tálos, Emmerich; Hanisch, Ernst; Neugebauer, Wolfgang, eds. (1988). NS-Herrschaft in Österreich 1938 - 1945. Ein Handbuch. Österreichische Texte zur Gesellschaftskritik (en alemán) 36. Viena: Verlag für Gesellschaftskritik. ISBN 9783900351847.
- Vocelka, Karl (2002). Geschichte Österreichs. Kultur – Gesellschaft – Politik (en alemán). Múnich: Heyne. ISBN 3-453-21622-9.

### Relatos de testigos oculares
- Szokoll, Carl (2001). Die Rettung Wiens 1945 (Die Waffe des Gewissens) (en alemán). Zürich/Leipzig/Viena: Amalthea Signum. ISBN 3-85002-472-5.
- Lingens-Rainer, Ella (2003). Gefangene der Angst – Ein Leben im Zeichen des Widerstandes (en alemán). Viena: Deuticke im Zsolnay Verlag. ISBN 3-216-30712-3.
- Stojka, Ceija (1988). Wir leben im Verborgenen. Erinnerungen einer Rom-Zigeunerin (en alemán). Viena: Picus. ISBN 3-85452-206-1.
- Frankl, Viktor (1982-97). … trotzdem Ja zum Leben sagen (Ein Psychologe erlebt das Konzentrationslager). Múnich. ISBN 3-423-30142-2.

- Datos: Q298770
- Multimedia: Austria in World War II / Q298770